# Daniel D. Harris
Daniel Duffey Harris (* 19. März 1947 in Colorado Springs, Colorado; † 1. Oktober 2012 in Simi Valley, Kalifornien) war ein US-amerikanischer Gitarrist und Schauspieler.
Harris wuchs in Nashville auf und kam als Vierzehnjähriger mit seinen Eltern, den Musikern und Komponisten Roy und Johana Harris, nach Kalifornien. Dort kaufte er seine erste Gitarre und gründete mit seinem älteren Bruder Shaun Harris eine Rockband. Anfang der 1980er Jahre lernte er seine Frau Victoria Ann kennen, die Bildhauerin und Bluegrass-Musikerin war. Sie lebten sieben Jahre in Schweden und traten als Musiker in Stockholm und auf den Kreuzfahrtfähren der Viking Line auf.
Nach ihrer Rückkehr nach Los Angeles wandte sich seine Frau der Wandmalerei zu, während Harris zum Film ging. Er nahm vier Jahre Schauspielunterricht am SAG-AFTRA Los Angeles Conservatory und war privater Schüler von John Swanbeck. Er hatte Rollen in mehreren Fernseh- und Kinoproduktionen, u. a. als Gefängniswärter in The Green Mile. 2012 starb er während der Dreharbeiten zu John Lee Hancocks Film Saving Mr. Banks.

## Quelle
- Daniel D. Harris bei IMDb
- Daniel D. Harris in der Datenbank Find a Grave

| Personendaten    | Personendaten                                |
| ---------------- | -------------------------------------------- |
| NAME             | Harris, Daniel D.                            |
| ALTERNATIVNAMEN  | Harris, Daniel Duffey (vollständiger Name)   |
| KURZBESCHREIBUNG | US-amerikanischer Gitarrist und Schauspieler |
| GEBURTSDATUM     | 19. März 1947                                |
| GEBURTSORT       | Colorado Springs                             |
| STERBEDATUM      | 1. Oktober 2012                              |
| STERBEORT        | Simi Valley                                  |